# Proasellus pribenicensis
Proasellus pribenicensis és una espècie de crustaci isòpode pertanyent a la família dels asèl·lids.

## Distribució geogràfica
Es troba a Europa: Eslovàquia, Romania. i Hongria.